# Coco Chanel & Igor Stravinsky
Coco Chanel & Igor Stravinsky (auch: „Coco & Igor“) ist ein französischer Film von Jan Kounen aus dem Jahr 2009. Er basiert auf einem Lebensabschnitt der bekannten französischen Modedesignerin Coco Chanel und des russischen Komponisten Igor Strawinsky. Als Vorlage für das Drehbuch diente der gleichnamige Roman von Chris Greenhalgh. Der Film wurde 2009 als Abschlussfilm des Festivals von Cannes in Frankreich uraufgeführt.
Einen früheren Lebensabschnitt der Hauptperson behandelt der ebenfalls 2009 erschienene französische Film Coco Chanel – Der Beginn einer Leidenschaft.

## Inhalt
Im Théâtre des Champs-Élysées in Paris findet 1913 die Uraufführung von Igor Strawinskys epochemachendem Ballett Le Sacre du printemps statt. Coco Chanel besucht die Aufführung und ist fasziniert. Aber das revolutionäre Stück ist zu modern, zu radikal: Die Premiere wird zu einem gigantischen Skandal. Strawinsky ist am Boden zerstört.
Sieben Jahre später – Coco Chanel ist inzwischen wohlhabend, angesehen und eine erfolgreiche Modeschöpferin – begegnen sich die beiden wieder. Die Anziehungskraft zwischen ihnen ist sofort spürbar und elektrisierend. Coco Chanel bietet Strawinsky, der seit der russischen Revolution als Flüchtling im Pariser Exil in ärmlichen Verhältnissen lebt, an, in ihre Villa in Garches bei Paris zu ziehen, um dort in Ruhe arbeiten zu können. Strawinsky nimmt Chanels großzügige Offerte an und zieht mitsamt seinen vier Kindern und seiner schwindsüchtigen Gattin in die Villa. Dort entwickelt sich zwischen den beiden höchst kreativen Menschen eine leidenschaftliche Liebesaffäre.

## Kritik
„In dem visuell betörenden Ausstattungsdrama geht es nicht zuletzt um die Kontrolle emotionaler Reaktionen in einer von gesellschaftlichen Zwängen und Erwartungen geprägten Zeit. Obwohl der Film häufig an der schönen Oberfläche verharrt, trotzen ihm die überzeugenden Hauptdarsteller immer wieder Momente ab, die aufschlussreiche Blicke hinter die mondänen Fassaden gewähren.“

„Die Französin Anna Mouglalis ist als Chanel eine elegante Schwärmerin, der Däne Mads Mikkelsen ein wild zergrübeltes Musikgenie. Im Übrigen präsentiert sich der ungemein luxuriös, doch ein wenig schwerfällig in Art-déco-Kleidern und -Räumen schwelgende Film (Regie: Jan Kounen) als Prestigestück gesamteuropäischen Kulturkinos.“

„Feuer ist da nie, ein rechter Schluss ist den Drehbuchautoren auch nicht eingefallen, aber die Innenausstattung ist sehr geschmackvoll und die Garderobe, welche die herb-aparte Anna Mouglalis tragen darf, einfach nur wunderbar anzusehen.“

## Hintergrund
Die Produktion wurde unterstützt von Karl Lagerfeld und dem Modekonzern Chanel, die dem Filmteam ihre Archive und Kollektionen zur Verfügung stellten. Außerdem erhielt das Team Zugang zu dem berühmten Apartment von Coco Chanel in der Rue Cambon 31 in Paris. Neben der Musik Strawinskys sorgt Gabriel Yared (Der englische Patient) für einen bemerkenswerten Soundtrack. Anna Mouglalis, das aktuelle Gesicht von „Chanel“, spielt die Rolle der Coco Chanel.

## Auszeichnungen
- 2009: Internationale Filmfestspiele von Cannes, Abschlussfilm
- 2010: César – nominiert für Bestes Kostüm
- 2010: nominiert für Satellite Award – Bestes Szenenbild